# The Centrifuge Brain Project
The Centrifuge Brain Project (deutsch das Zentrifugen-Gehirn-Projekt) ist ein deutscher Kurzfilm von Till Nowak aus dem Jahr 2011. In Deutschland lief der Film unter anderem am 28. April 2012 bei den Internationalen Kurzfilmtagen in Oberhausen. In der Kunsthalle München wurde er vom 17. August 2018 bis zum 13. Januar 2019 im Rahmen der Ausstellung Lust der Täuschung. Von antiker Kunst zur Virtual Reality in Dauerschleife gezeigt.

## Handlung
Dr. Nick Laslowicz vom Institute for Centrifugal Research führt seit vierzig Jahren Experimente mit verrückten Jahrmarktkarussellen durch. Er will so die Auswirkungen auf das menschliche Gehirn untersuchen.

## Kritiken
„Alles dreht sich, alles bewegt sich, alles permutiert. Der Film kommt in seiner digitalen Gegenwart auf seine Jahrmarktswurzeln zurück. Im Austesten der vermeintlichen Trennung von Fiktion und Dokumentation und im Spiel mit dem Publikum macht sich der Film zugleich über neoliberale Vermessung und (Selbst) Optimierung des Menschen lustig.“

## Auszeichnungen
Internationale Kurzfilmtage Oberhausen 2012
- Lobende Erwähnung der Jury des deutschen Wettbewerbs

- sowie mindestens 26 weitere Auszeichnungen